# Список умерших в 1039 году
В этой статье представлен список известных людей, умерших в 1039 году.
См. также: Категория:Умершие в 1039 году

## Январь
- 30 января — София Гандерсхаймская — дочь императора Священной римской империи Оттона II, аббатиса Гандерсхайма с 1002 года, аббатиса в Эссене с 1011 года
- 31 января — Хартвиг фон Хайнфельс[нем.] — епископ Брессаноне (1022—1039)

## Март
- 10 марта — Эд II — герцог Гаскони с 1032 года, герцог Аквитании и граф де Пуатье с 1038 года.

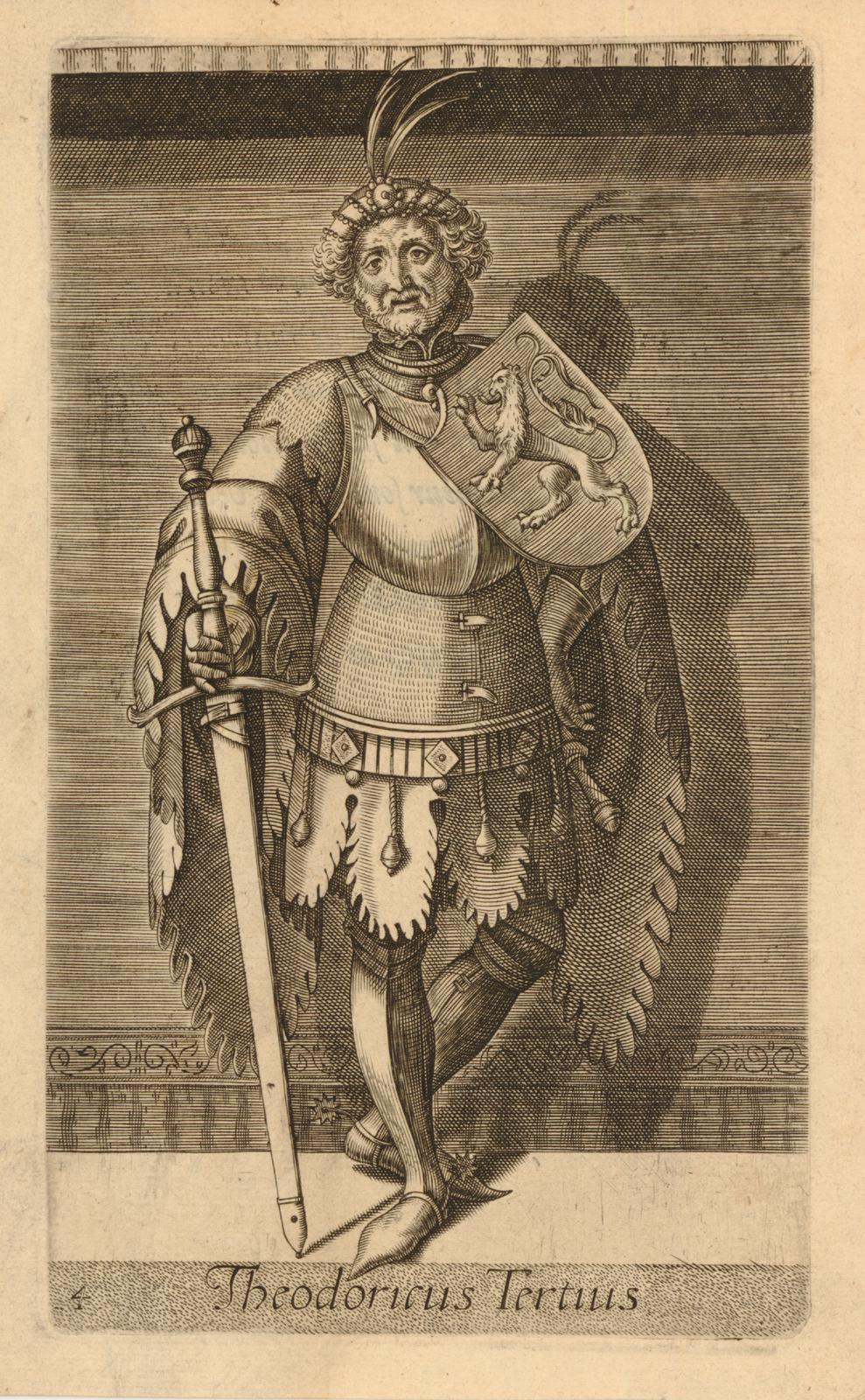
Дирк III

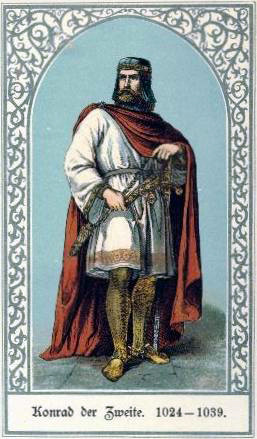
Конрад II

## Апрель
- 16 апреля — Вильгельм III — граф Веймара с 1003 года, граф Айхсфельда с 1022 года.

## Май
- 27 мая — Дирк III — граф Западной Фрисландии (Голландии) с 993 года.

## Июнь
- 4 июня — Конрад II — король Германии с 1024 года, император Священной Римской империи с 1027 года.

## Июль
- 20 июля — Конрад II Молодой — герцог Каринтии с 1035 года.

## Октябрь
- 13 октября — Регинбальд II фон Диллинген[нем.] — князь-епископ Шпайера (1033—1039)

## Ноябрь
- 4 ноября
  - Гуго (Юг) I де Шалон — граф Шалона с 979 года, епископ Осера с 999 года.
  - Эгилберт фон Мусбург[нем.] — епископ Фрайзинга (1006—1039)
- 29 ноября — Адальберо — маркграф
Карантанской марки (1000?—1035), герцог Каринтии (1011—1035)

## Дата неизвестна или требует уточнения
- Абу Зайд ад-Дабуси — исламский ученый, богослов и основатель одной из ханафитских школ.
- Иаго ап Идвал ап Мейриг — король Гвинеда и Поуиса с 1033 года.
- Ибн аль-Хайсам — арабский учёный-универсал
- Ренье V — граф Эно (Монса) с 1013 года
- Унсури — персидский поэт
- Эрменгол II — граф Урхеля (с 1011).